# Dolichopeza setistyla
Dolichopeza setistyla är en tvåvingeart som beskrevs av Alexander 1971. Dolichopeza setistyla ingår i släktet Dolichopeza och familjen storharkrankar. Inga underarter finns listade i Catalogue of Life.